# Nicolae Sculy Logotheti
Nicolae Sculy Logotheti (n. 1910 – d. secolul al XX-lea) a fost un pilot român de aviație, as al Aviației Române din cel de-al Doilea Război Mondial.
Sergentul T.R. av. Nicolae Sculy Logotheti a fost decorat cu Ordinul Virtutea Aeronautică de război cu spade, clasa Crucea de Aur cu 1 baretă (4 noiembrie 1941) „pentru eroismul dovedit în luptele aeriene dela Vacarjani unde a doborît un avion inamic și la Odessa unde a doborît un avion sovietic. Are 29 misiuni pe front cu un deosebit curaj.” și clasa Crucea de Aur cu 2 barete (1 iulie 1942) „pentru eroismul și sângele rece arătat în luptă aeriană angajată cu aviația bolșevică, când a doborât a[l] 3-lea avion inamic”.
A fost avansat în 1941 sau 1942 la gradul de adjutant stagiar aviator.

## Decorații
- Ordinul „Virtutea Aeronautică” de Război cu spade, clasa Crucea de Aur cu 1 baretă (4 noiembrie 1941)[1]
- Ordinul „Virtutea Aeronautică” de război cu spade, clasa Crucea de Aur cu 2 barete (1 iulie 1942)[2]